# Victoriano Huerta
Victoriano Huerta Márquez (Colotlán, 23 december 1850 – El Paso, 13 januari 1916) was een Mexicaanse militair en politicus. Van 1913 tot 1914 was hij president van Mexico en regeerde hij als een dictator.

## Vroege jaren
Victoriano Huerta was afkomstig uit een arm gezin. Zijn moeder was een Huichol-indiaan. Op 15-jarige leeftijd deed een generaal zijn geboorteplaats aan, waarna Huerta zich aansloot bij het leger. Hij volgde een opleiding aan de Mexicaanse militaire academie in Mexico-Stad. Hij werd militair cartograaf. Toen hij voor zijn werk in Veracruz was leerde hij Emilia Águila kennen, met wie hij later trouwde en elf kinderen kreeg.
Tijdens het Porfiriaat (1876-1910), de periode waarin Porfirio Díaz als dictator het land regeerde, wist hij op te klimmen in het leger. In 1890 werd hij gepromoveerd tot kolonel. In de daaropvolgende jaren vocht hij in het onderdrukken van een opstand in Guerrero en in de oorlogen tegen de Yaqui-indianen en de rebellerende Maya's van Chan Santa Cruz. Hij onderscheidde zich door zijn moed en tactisch vernuft, maar ook door zijn wreedheid. Na afloop van de oorlog tegen de Maya's werd hij benoemd tot brigadegeneraal en lid van de militaire staf. Hij raakte bevriend met Bernardo Reyes, gouverneur van Nuevo León en een beschermeling van president Díaz. Reyes stelde Huerta voor als minister van defensie, maar dit werd Díaz ontraden door de científico's, zijn adviseurs, waarna Reyes Huerta een post in zijn staatsregering toekende.
Nadat de liberale revolutionairen van Francisco I. Madero Díaz tot aftreden hadden gedwongen, begeleidde Huerta de voormalige dictator naar de haven van Veracruz, vanaf waar Díaz naar Europa vertrok. Door de nieuwe interim-president Francisco León de la Barra kreeg hij vervolgens de opdracht de revolutionairen van Emiliano Zapata in de staat Morelos te dwingen hun wapens neer te leggen. Huerta's campagne was echter zo wreed en tactloos dat het conflict alleen maar escaleerde. Nadat Madero de verkiezingen had gewonnen en De la Barra had opgevolgd, ontsloeg hij Huerta en verving hij hem door Felipe Ángeles.
Nadat in 1912 Pascual Orozco in opstand was gekomen tegen Madero kwam deze op zijn beslissing terug. Hij benoemde Huerta tot chef van de generale staf, en gebood hem de opstand van Orozco neer te slaan. In de Tweede slag bij Rellano bracht Huerta Orozco's troepen de definitieve klap toe, waarna Orozco het land ontvluchtte. Tijdens deze campagne deed zich een incident voor toen hij Pancho Villa ter dood veroordeelde wegens een vermeende diefstal van paarden. Na tussenkomst van Raúl Madero, de broer van de president, werd Villa echter vrijgelaten. Dit zorgde ervoor dat Villa voor de rest van zijn leven een bewonderaar werd van Madero en een gezworen tegenstander van Huerta. Ook pochte hij kort na het neerslaan van Orozco's opstand in een café in Ciudad Juárez in een dronken bui dat hij zo een verbond kon sluiten met Orozco, om dan Mexico-Stad in te nemen en Madero af te zetten. Na dit incident werd hij door Ángel García Peña, minister van oorlog, ontslagen, maar Madero besloot hem terug aan te nemen, hopend hem zo loyaler te maken.

## Staatsgreep
In oktober 1912 kwam Félix Díaz, de neef van Porfirio Díaz, in opstand in Veracruz. Hij werd binnen een paar dagen later en in Mexico-Stad gevangengezet. In de gevangenis ontmoette hij Bernardo Reyes, eveneens een voormalig aanhanger van Díaz, en de twee smeedden een complot. Op 9 februari 1913 werden ze bevrijd door een legertje onder leiding van generaal Manuel Mondragón. Na de eerste schermutselingen, waarbij Reyes omkwam, werd Huerta door de generale staf benoemd tot hoofd van de regeringstroepen. Hoewel Huerta al een tijdje loerde op een mogelijkheid de macht over te nemen besloot hij zich nog niet direct bij de opstandelingen aan te sluiten, in de hoop een gunstiger onderhandelingspositie te krijgen. De Amerikaanse ambassadeur Henry Lane Wilson nodigde Díaz en Huerta uit in zijn ambassade, waar de twee afspraken dat Huerta president zou worden en Díaz vicepresident, en dat er in het eind van het jaar verkiezingen zouden zijn met Díaz als presidentskandidaat. Nadat de meeste regeringsgetrouwe troepen waren gesneuveld liep Huerta over naar Díaz. Huerta's generaal Aureliano Blanquet drong het Nationaal Paleis binnen, waar hij Madero en diens vicepresident José María Pino Suárez afzette en arresteerde. Volgens de grondwet zou bij afwezigheid van de president en vicepresident de minister van buitenlandse zaken Pedro Lascuráin president worden. Lascuráin benoemde Huerta vervolgens tot minister van binnenlandse zaken, en trad vervolgens af, waardoor Huerta president werd. Dit gebeuren werd door een rompparlement bekrachtigd, hopende zo het leven van Madero en Pino Suárez te sparen, wat Huerta's machtsovername een schijn van legitimiteit verschafte.
Vier dagen na de staatsgreep werden Madero en Pino Suárez, aan wie Huerta een veilige aftocht had beloofd, vermoord. De precieze omstandigheden rond deze moorden zijn nog steeds onderwerp van discussie.

## Dictator

Victoriano Huerta en zijn kabinet (1913-1914)

Kort na Huerta's machtsovername publiceerde Venustiano Carranza, gouverneur van Coahuila, het plan van Guadalupe, waarin hij Huerta's regering weigerde te erkennen, opriep tot het omverwerpen van Huerta en het herstellen van de constitutionele orde. Carranza richtte om dit te bereiken het Constitutionalistische Leger op. Carranza werd aanvankelijk teruggedreven, maar wist in de staat Sonora nieuwe steun te vergaren voor zijn leger. Villa, Álvaro Obregón, Benjamín G. Hill en Pablo González sloten zich bij hem aan. Al snel sloten opstandelingen uit het hele land zich aan bij de constitutionalisten, en begonnen zij vanuit het noorden hun offensief tegen Huerta.
In de eerste maanden van zijn bewind poogde Huerta zijn regering een legitiem tintje te geven. Hij regeerde redelijk gematigd, en nodigde Pascual Orozco uit om zijn regering te steunen. Orozco keerde terug, nadat Huerta had beloofd een aantal sociale hervormingen door te voeren. Al snel veranderde hij echter in een militair dictator. Huerta begon met een vervolging van zijn politieke tegenstanders. Op 7 maart doodden aanhangers van Huerta de gouverneur van Chihuahua Abraham González en op 22 augustus werd senator Serapio Rendón in Tlalnepantla gevangengezet en kort daarop vermoord. Op 7 oktober volgde senator Belisario Domínguez, die in het Congres een toespraak had gehouden waarin hij Huerta een dictator en een moordenaar noemde, wat hij met zijn leven moest bekopen.
Huerta brak de beloften die hij aan Díaz had gedaan. Díaz werd benoemd tot ambassadeur in Japan, zodat Huerta presidentskandidaat kon zijn bij de verkiezingen op 26 oktober. Huerta verklaarde de verkiezingen ongeldig omdat ze niet aan de grondwettelijke vereisten zouden hebben voldaan maar riep zichzelf wel tot winnaar uit. Ook het Congres van de Unie was na de verkiezingen gevuld met handlangers en marionetten. Huerta's regering was bijzonder instabiel. Hij wisselde tientallen keren van ministers, en hield zijn ministerraad vaak in cafés, wat de waardigheid van zijn regering bepaald geen goed deed. Huerta zelf was regelmatig dronken, en was bovendien een gebruiker van marihuana. Een onverantwoord uitgavenpatroon bracht zijn regering bovendien al snel in de problemen. Hij poogde dit probleem te ondervangen door zelf geld te drukken, waardoor de inflatie zo sterk toenam dat de Mexicaanse peso niets meer waard werd. Verschillende groepen revolutionairen en zelfs individuele bedrijven besloten hun eigen geld te drukken (dat liever werd geaccepteerd dan Huerta's officiële geld). Een lening van Frankrijk en Nederland wist de ergste nood te lenigen.
Ondanks zijn dictatoriale regering en zijn slechte imago, werd zijn machtsovername door de meeste Europese mogendheden verwelkomd. Het Verenigd Koninkrijk beschouwde Madero als een te slappe president, die de Engelse (olie-)belangen in gevaar bracht. Het Duitse Keizerrijk, Frankrijk en Nederland onderschreven deze mening. Nadat echter bleek dat de Mexicaanse olie niet van voldoende kwaliteit was voor de Britse marine, verloor het Verenigd Koninkrijk zijn interesse in Mexico, en kwam het land in Duitse invloedssfeer terecht. Huerta was sowieso een bewonderaar van Duitsland. Hij stak zijn Federale Leger in uniformen die op de Duitse legeruniformen leken en probeerde de samenleving naar Pruisisch model te militariseren. Duitsland hoopte in Mexico een bondgenoot te hebben die in de naderende Eerste Wereldoorlog de Verenigde Staten bezig zou kunnen houden, zodat dit land zich niet met Europa zou bemoeien. Hierdoor vervreemdde Mexico zich verder van de overige Europese mogendheden.

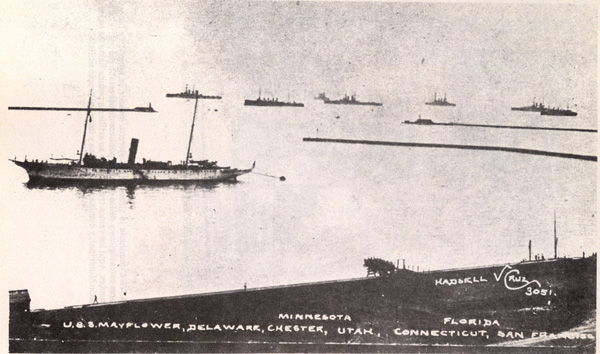
Acht Amerikaanse marineschepen voor Veracruz
(1914)

De Verenigde Staten waren bepaald niet te spreken over Huerta, en president Woodrow Wilson weigerde de dictator te erkennen. Hij liet de ambassadeur Henry Lane Wilson (geen familie), die Huerta's staatsgreep mogelijk had gemaakt, ontslaan. Wilson verklaarde zijn steun aan Carranza's constitutionalisten, en stelde voor dat dezen het noorden van Mexico onafhankelijk zouden verklaren, zodat zij onder de Amerikaanse paraplu Huerta eenvoudiger zouden kunnen verdrijven. Carranza beschouwde dit echter als een te grote inbreuk op Mexico's soevereiniteit, en verwierp het aanbod. Na het Tampico-incident en het vermeende transport van een lading Duitse wapens naar Mexico besloot Wilson in april 1914 over te gaan tot de Amerikaanse bezetting van Veracruz. Een groot deel van het centrum van de havenstad werd in puin geschoten, en talloze meestal jonge soldaten, sneuvelden, alsmede een deel van de burgerbevolking. De Amerikaanse bezetters doodden eenieder die ze van sympathie voor Huerta verdachten. Wilson had hiermee gehoopt op de goodwill van Carranza, maar wegens het unilaterale karakter van het ingrijpen en de buitensporige gewelddadigheid veroordeelden de meeste rebellen deze aanval, en het wordt vandaag de dag nog wel beschouwd als een van de geniepigste dingen die de Verenigde Staten Mexico hebben aangedaan. Huerta poogde te profiteren van de verontwaardiging over deze schending van de soevereiniteit en riep Mexicaanse mannen op zich bij het leger aan te sluiten om de Amerikanen te bestrijden. De meesten die zich lieten inschrijven werden echter rechtstreeks naar het noorden gestuurd om de constitutionalisten te bevechten.
Het federale leger bleek echter slecht georganiseerd en te zeer gedemoraliseerd om effectief tegenstand te kunnen bieden aan de constitutionalisten. Vooral Villa en Obregón boekten overwinning op overwinning en wisten een steeds groter deel van het land in handen te krijgen, terwijl Zapata vanuit Morelos de hoofdstad steeds dichter naderde. In juni versloeg Villa de federalen bij de inname van Zacatecas en Obregón won de slag bij Orendáin waarmee het lot van Huerta's regering bezegeld was. Op 14 juli bood hij het congres zijn ontslag aan. Hij vluchtte halsoverkop naar Puerto México, waar hij opgewacht werd door een Duitse kruiser, die hem naar Jamaica vervoerde. Vanaf daar voer hij naar Spanje, waar hij in Barcelona met zijn familie zijn intrek nam in een hotel.

## Latere jaren en dood

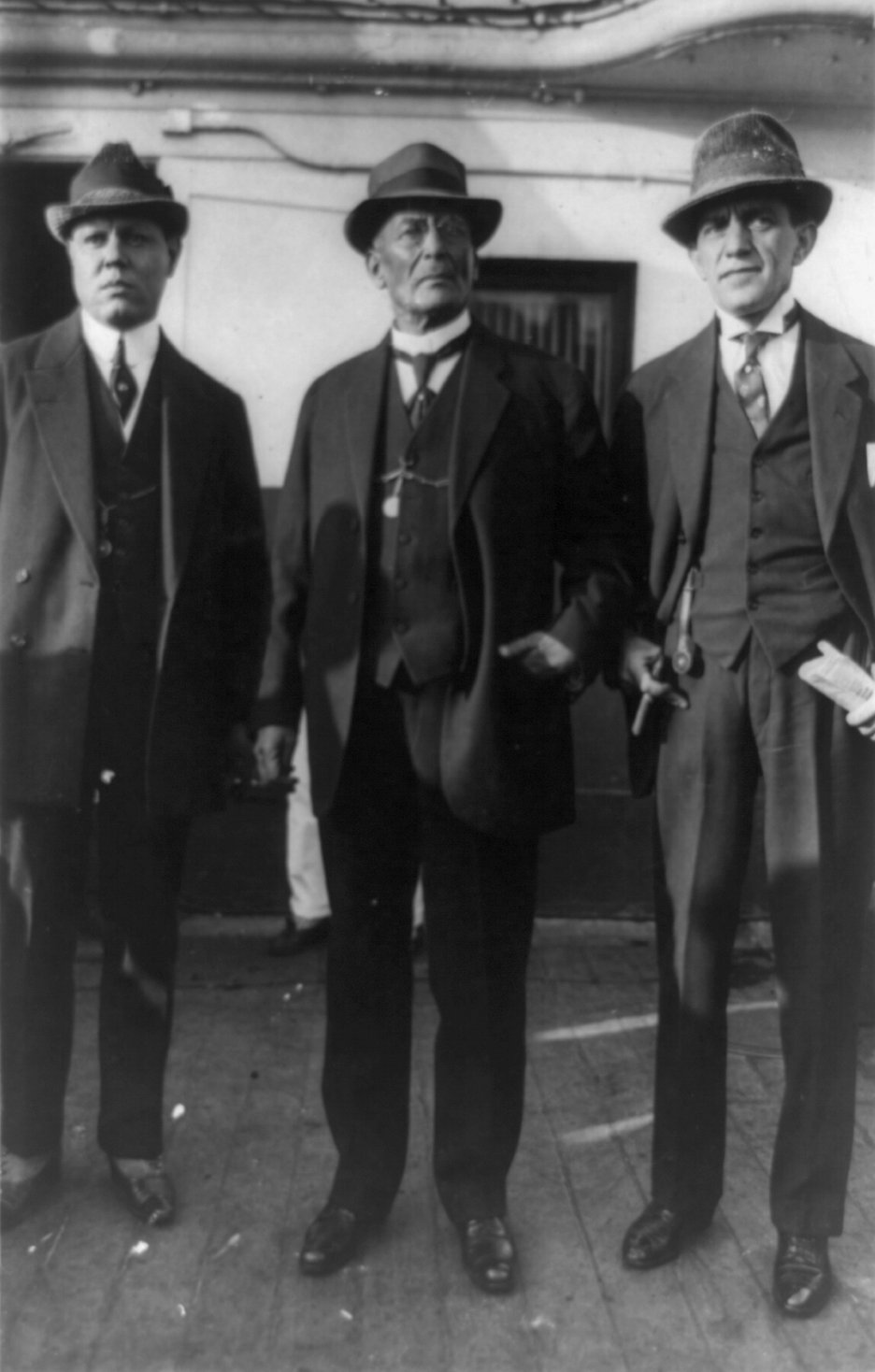
Victoriano Huerta (midden) net gearriveerd in New York
(12 april 1915)

Intussen was in Mexico het revolutionaire leiderschap uiteengevallen, waarbij de constitutionalisten van Carranza en Obregón zich hadden gekeerd tegen de conventionalisten van Villa en Zapata, terwijl in Europa de Eerste Wereldoorlog was uitgebroken. Hij vertrok in april 1915 naar New York, waar hij met Duitse spionnen en Mexicaanse vluchtelingen samensmeedde. Huerta werd door de Duitsers voorzien van wapens en geld om Mexico binnen te vallen en de macht weer te grijpen. Vervolgens zou Mexico dan de oorlog moeten verklaren aan de Verenigde Staten.
Op 24 juni verliet hij New York. Hij vertelde journalisten dat hij een uitstapje naar Californië zou maken maar in werkelijkheid trok hij naar Texas om gesteund door Pascual Orozco Mexico binnen te vallen. Drie dagen later werden de twee gearresteerd in Newman (New Mexico) en beschuldigd van het schenden van de Amerikaanse neutraliteitswetten. Ze werden op borgtocht vrijgelaten, maar voorlopig onder huisarrest geplaatst in El Paso. Orozco wist te vluchten maar werd onderweg doodgeschoten. Huerta begon steeds meer te drinken waardoor zijn gezondheid verslechterde. Hij ontwikkelde levercirrose. Hij werd twee keer geopereerd maar het mocht niet baten. Hij kreeg toestemming thuis te sterven maar voor het zover kon komen overleed hij, op 13 januari 1916. Victoriano Huerta werd begraven in El Paso.

## Nalatenschap
Victoriano Huerta wordt in Mexico herinnerd als een dictator, verrader en moordenaar. Hoewel er enkele historici zijn geweest die hem als een hervormer zien, beschouwen de meeste historici hem als een machtswellusteling die slechts uit eigenbelang regeerde. Politiek en sociaal gezien was zijn regering in veel opzichten een verlengstuk van het Porfiriaat. Door de manier waarop hij Madero en Pino Suárez omverwierp en doodde wordt Huerta, bijgenaamd 'de jakhals' (el chacal) in Mexico als de archetypische dictator gezien. In menig Mexicaans lied, verhaal of film wordt Huerta nog altijd afgeschilderd als een dronken, marihuanarokende slechterik.